# Aero A–204
Az A–204 csehszlovák könnyű utasszállító repülőgép volt, melyet az Aero repülőgépgyár készített az 1930-as évek közepén. A gépet sorozatban nem gyártották, csak egy prototípusát építették meg. A gép módosított katonai változata az A–304 könnyű bombázó és felderítő repülőgép.

## Története
A csehszlovák ČSA légitársaság 1935 februárjában kérte fel az Aero repülőgépgyárat egy új nyolcszemélyes, kétmotoros könnyű utasszállító repülőgép kifejlesztésére. A prototípus 1936-ban készült el.